# Polidamant
|  | Per a altres significats, vegeu «Polidamant (desambiguació)». |

Segons la mitologia grega, Polidamant (grec antic: Πολυδάμας, Polydámas) va ser un heroi troià, fill de Pàntou i de Frontis, o bé de Prònome, la filla de Clici.
Havia nascut el mateix dia que Hèctor. El valor que l'heroi posseïa a la batalla, Polidamant el tenia en el consell. Va ser ell qui aconsellà l'atac contra la muralla del camp aqueu, i l'organitzà, qui va aconsellar a Hèctor de reunir els cabdills troians, qui aconsellà els troians, després de la derrota, que es refugiessin a la ciutat, i, després de mort Hèctor, de tornar Helena als grecs.
D'altra banda, va portar a terme diverses gestes durant la guerra de Troia. Va matar Mecist i Otos, i va ferir Penèleos. Al seu torn va ser ferit per Àiax.